# سه‌قلعه (نیمروز)
سه‌قلعه، روستایی در دهستان قائم‌آباد بخش صابری شهرستان نیمروز در استان سیستان و بلوچستان ایران است.

## جمعیت
بر پایه سرشماری عمومی نفوس و مسکن در سال ۱۳۹۵، جمعیت این روستا برابر با ۱٬۷۷۵ نفر (۴۶۵ خانوار) بوده‌است.